# Гонконг (аеропорт)

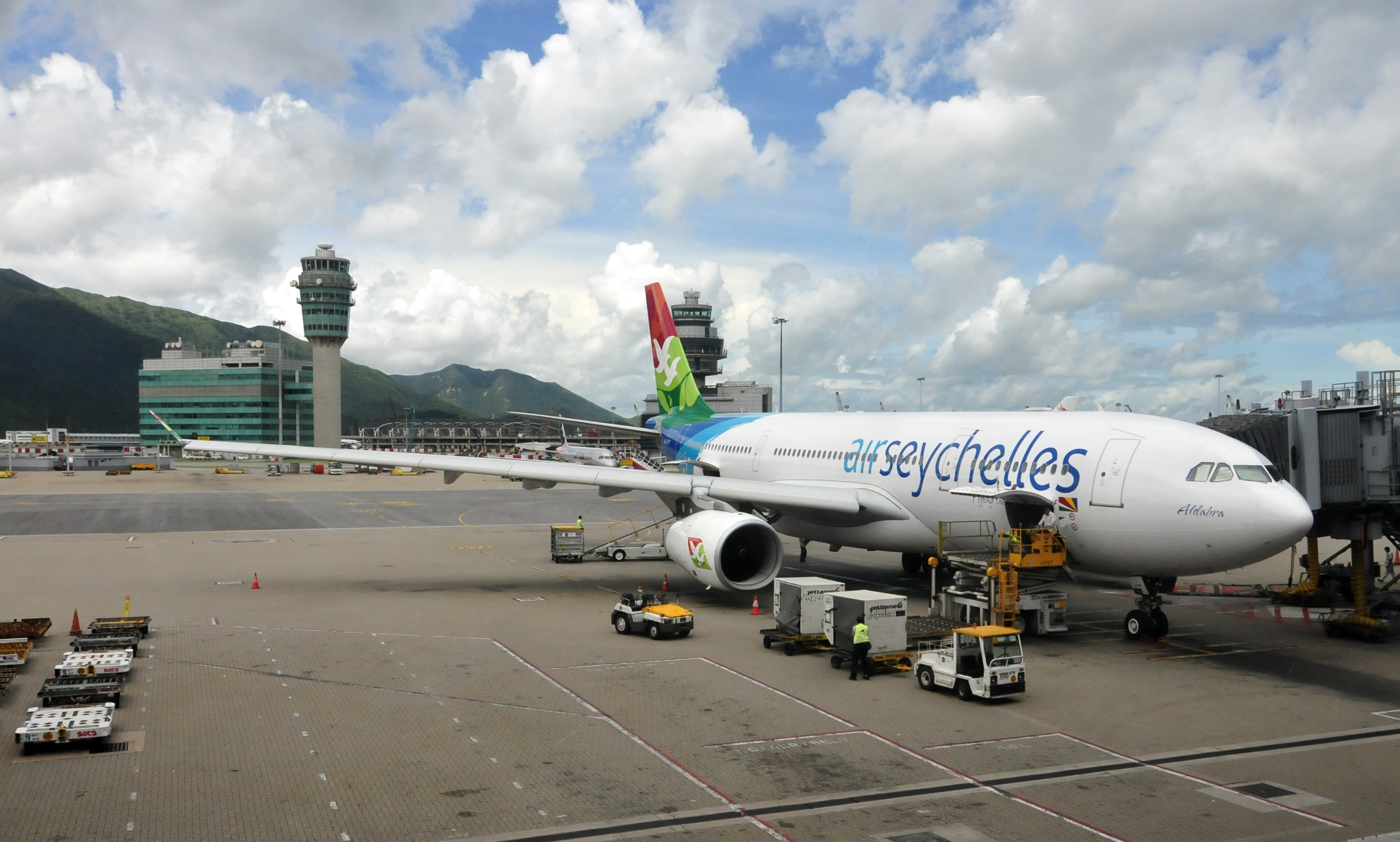
Airbus A330-200 (Air Seychelles) та контрольна вежа авіадиспетчерів аеропорту

Міжнародний аеропорт Гонконгу (кант. трад. 香港國際機場, спр. 香港国际机场  , ютпхін: hoeng1 gong2 gwok3 zai3 gei1 coeng4, кант.-укр.: Хенкон гуокчаі кейчхен, піньїнь: Xiānggǎng Guójì Jīchǎng, палл.: Сянган гоцзя цзічан; англ. Hong Kong International Airport) HKG VHHH — головний аеропорт Гонконгу. Має другу назву Аеропорт Чхеклапкок (кант. трад. 赤鱲角機場, спр. 赤鱲角机场  , ютпхін: cek3 laap6 gok3 gei1 coeng4, кант.-укр.: Чхеклапкок кейчхен, піньїнь: Chìliè Jiǎo Jīchǎng, палл.: Чілецзяо-цзічан; англ. Chek Lap Kok Airport), за назвою острова Чхеклапкок, на якому він побудований, а також для того щоб не плутати його зі старим Міжнародним аеропортом Гонконгу (Кайтак).
Аеропорт був відкритий для комерційного використання 1998 року, замінивши аеропорт Кайтак, і став важливим регіональним вантажним транспортним центром, пасажирським хабом та повітряними воротами в материковий Китай, Східну Азію та Південно-східну Азію. Незважаючи на відносно коротку історію, Міжнародний аеропорт Гонконгу неодноразово завойовував міжнародні нагороди як найкращий аеропорт світу.
Міжнародний аеропорт Гонконгу працює 24 години на добу і є одним з найбільш завантажених аеропортів світу за перевезеннями міжнародних пасажирів та вантажів. 2007 року Міжнародний аеропорт Гонконгу перевіз 47.8 млн пасажирів і 3.74 млн тонн вантажів. Міжнародний аеропорт Гонконгу є головним хабом Cathay Pacific, Dragonair, Hong Kong Express Airways, Hong Kong Airlines і Air Hong Kong.

## Історія

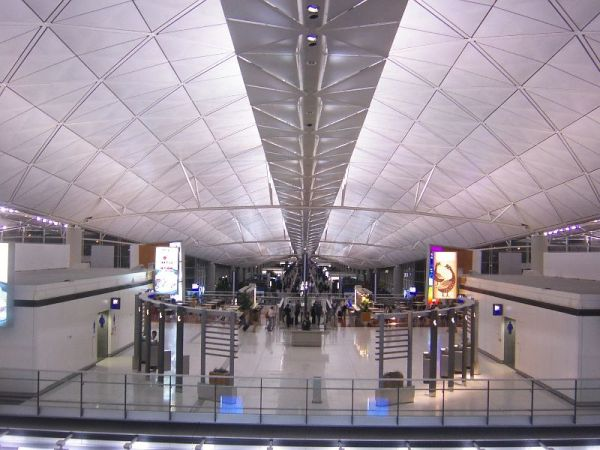
Інтер'єр Терміналу 1 вночі, Міжнародний аеропорт Гонконгу.

Аеропорт побудовано здебільшого на штучному острові, насипаному неподалік від Чек Лап Кок і Лам Чау. Два колишніх острови, які було розрівняно, займають близько 25 % площі аеропорту з 12.55 км². Аеропорт з'єднаний з північною частиною острова Лантау біля історичного селища Тун Чун, на сьогоднішній день тут побудований нове місто. Створення штучного острова призвело до збільшення площі Гонконгу на 1 %. Новий аеропорт замінив колишній Міжнародний аеропорт Гонконгу — Кайтак, розташований серед міської забудови на території Коулун-сіті з єдиною злітно-посадковою смугою, що йде в затоку Коулун.
Будівництво нового аеропорту було лише частиною так званої Програми Аеропорту-ядра, яка також передбачала будівництво нової дороги та залізничних колій до аеропорту з мостами та тунелями, зміну ландшафту на острові Гонконг та в Коулуні. Проект будівництва Міжнародного аеропорту Гонконгу був занесений до Книги рекордів Гіннесса як найдорожчий в історії проект будівництва аеропорту. Будівництво нового аеропорту на конференції ConExpo 1999 року було визнано одним з 10 головних досягнень в будівництві XX століть.
Аеропорт був відкритий 6 липня 1998 року, на тиждень раніше Міжнародного аеропорту Куала-Лумпура. На його будівництво було витрачено 6 років і 20 млрд доларів. Першим рейсом, який прийняв аеропорт, став Cathay Pacific CX889, який приземлився в аеропорту о 6:25 ранку, першим регулярним рейсом став CX292 з Риму. Проект аеропорту розроблявся Foster and Partners. У перші три-п'ять місяців у роботі аеропорту постійно відбувалися збої, пов'язані як з організаційними, так і технічними проблемами. Уряду доводилося також тимчасово відкривати вантажний термінал в аеропорту Каї Так через несправності в новому вантажному терміналі Super Terminal One (ST1). Проте через 6 місяців аеропорт вийшов на нормальний режим роботи.
Другий термінал аеропорту (T2) був офіційно відкритий у червні 2007 року (спочатку — лише для реєстрації пасажирів). Цей термінал пов'язаний з Airport Express Line. Родзинкою терміналу стало відкриття торгового центру SkyPlaza, який складається з великої кількості магазинів, ресторанів та розважальних закладів. T2 має 56 стійок реєстрації, тут є митниця та служба імміграційного контролю.
Проводиться експертиза генерального плану розвитку аеропорту до 2030 року — HKIA Master Plan 2030 — який передбачає будівництво додаткових під'їзних шляхів, терміналу та додаткових площ перону, а також злітно-посадкової смуги — ці заходи мають сприяти економічному зростанню Гонконгу.

## Статистика аеропорту
Див. джерело запитів Вікіданих та джерела.
Аеропортом завідує «Airport Authority Hong Kong», передбачений законом орган, підпорядкований уряду Гонконгу. Департамент цивільної авіації Гонконгу (CAD) несе відповідальність за управління повітряним рухом, реєстрацію повітряних суден, моніторинг авіакомпаній відповідно до двосторонньої угоди, а також регулюванням діяльності загальної авіації.
Аеропорт має дві паралельні злітно-посадкові смуги, довжиною 3800 м і шириною 60 м кожна, що дозволяє приймати літаки останнього покоління. Південна злітно-посадкова смуга обладнана за категорією II, північна злітно-посадкова смуга має вищу Категорію IIIA, яка дозволяє пілотам приземлятися при 200-метрової видимості. Ці дві злітно-посадкові смуги здатні обслуговувати понад 60 зльотів-посадок на годину. Наразі аеропорт має 49 основних стоянок, 28 віддалених стоянок і 25 вантажних стоянок. П'ять стоянок у Північно-західного залу вже можуть приймати літаки нового покоління.
Аеропорт посідає третє місце серед азійських аеропортів за пасажирообігом та друге місце в світі за вантажообігом. За міжнародним пасажиропотоком аеропорт займає п'яте місце в світі.
Регулярне авіасполучення до і з Гонконгу спрощено за двосторонніми угодам з іншими країнами. Після відкриття аеропорту уряд Гонконгу став проводити політику лібералізації послуг у сфері авіаперевезень з метою розширення вибору споживачів та посилення конкуренції.
Подальше розширення аеропорту пов'язане з низкою обмежень. Вивчалася можливість будівництва третьої злітно-посадкової смуги, проте таке будівництво потребуватиме створення штучного суходолу в глибоких водах, тобто будівництво третьої смуги за вартістю може дорівнювати будівництву цілого аеропорту. З іншого боку, існує лише одна повітряна траса між Гонконгом та Китаєм, причому мінімальна висота польоту обмежена 4,5 км, що часто є причиною затримок рейсів.

## Будівництво
У грудні 1992 року Чек-Лап Кок був кам'янистим островом площею 302 гектари. До червня 1995 року він перетворився на платформу для нового аеропорту площею 1248 гектарів, а поверхня суші Гонконгу стала майже на 1 відсоток більшою. На вирівнювання острова пішло 44 000 тонн потужних вибухових сполук, а величезна кількість екскаваторів доставляли на будівельний майданчик пісок з морського дна. У розпал будівництва щодня створювалося більше двох з половиною гектарів площі. У середньому протягом 31 місяця щосекунди пересувалося десять тонн насипного матеріалу.
Враховуючи чималу вагу сучасних лайнерів, перш ніж покласти асфальтове покриття для злітно0посадкових смуг, пісок утрамбували масивними котками. До того часу, коли ці котки закінчили першу злітно-посадкову смугу та стоянки з твердим покриттям, вони, за підрахунками, пройшли шлях 192 000 кілометрів.
Архітектори мали на меті створити легку, «повітряну» конструкцію, яка б подобалася як працівникам аеропорту, так і пасажирам. Аеропорт був спроектований таким чином, щоб максимально пришвидшити процес обслуговування пасажирів. Пасажири мають можливість зайняти свої місця в літаку через 30 хвилин після реєстрації. Щоб спростити пересування в аеропорту, з одного кінця будівлі в іншій пасажирів перевозить автоматичний поїзд без машиніста. 2,8 кілометри рухомих доріжок полегшують посадку пасажирам.

## Транспорт

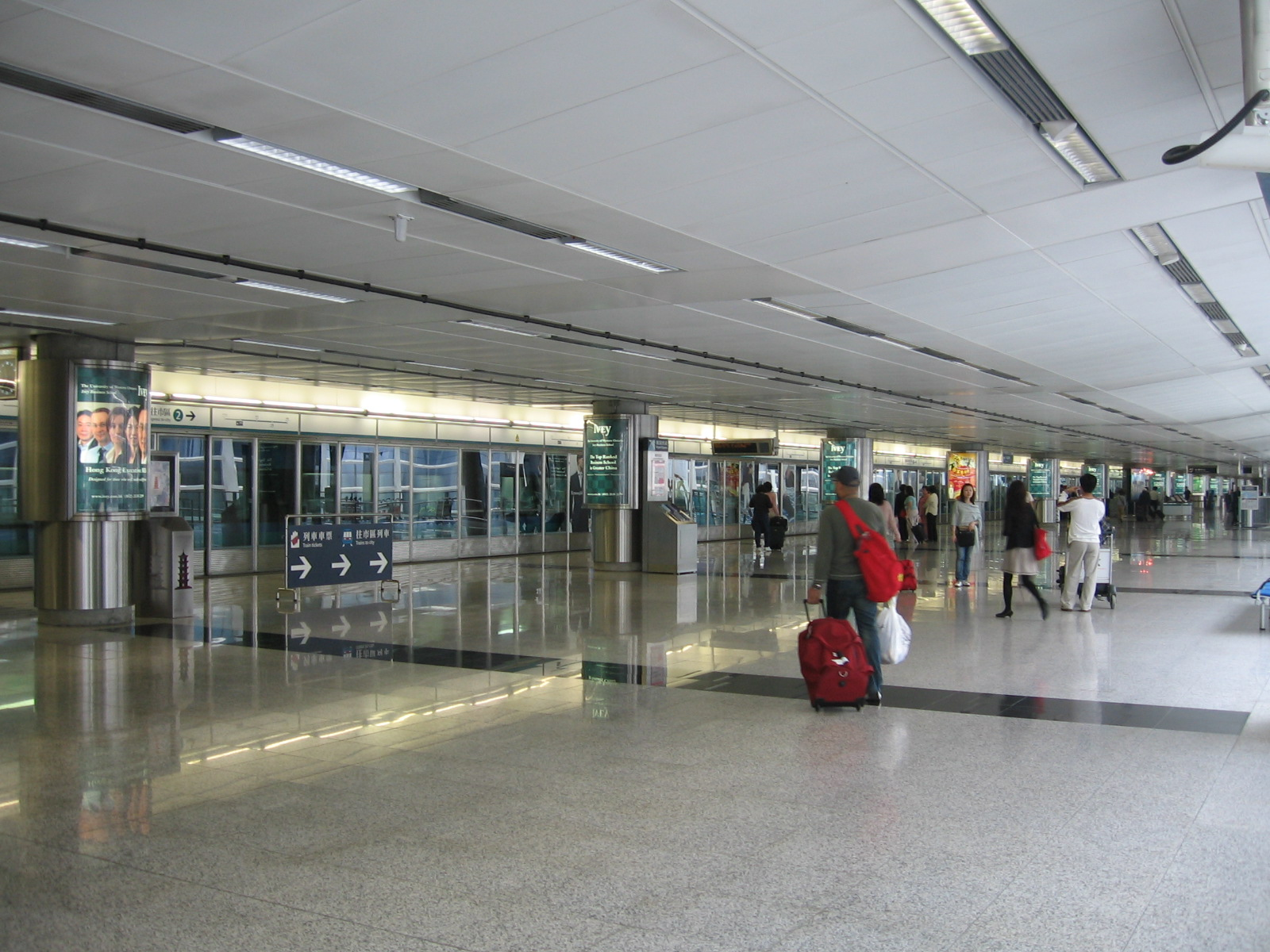
Airport Express — Станція Аеропорт

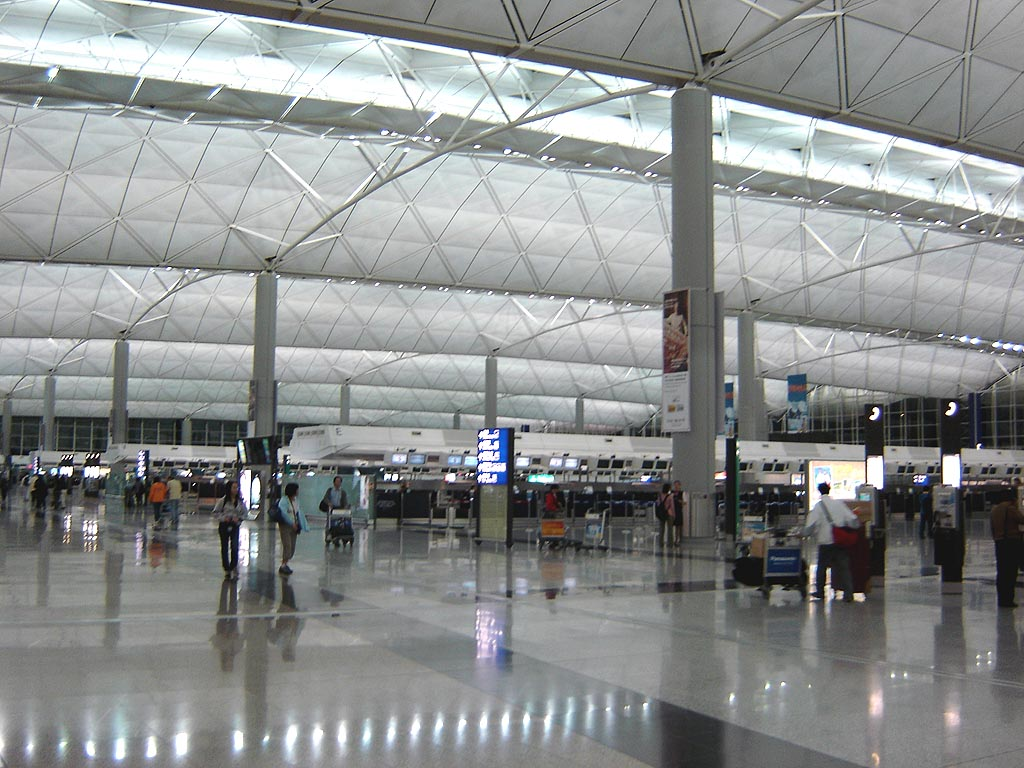
Міжнародний аеропорт Гонконгу — Рівень 6, Термінал 1

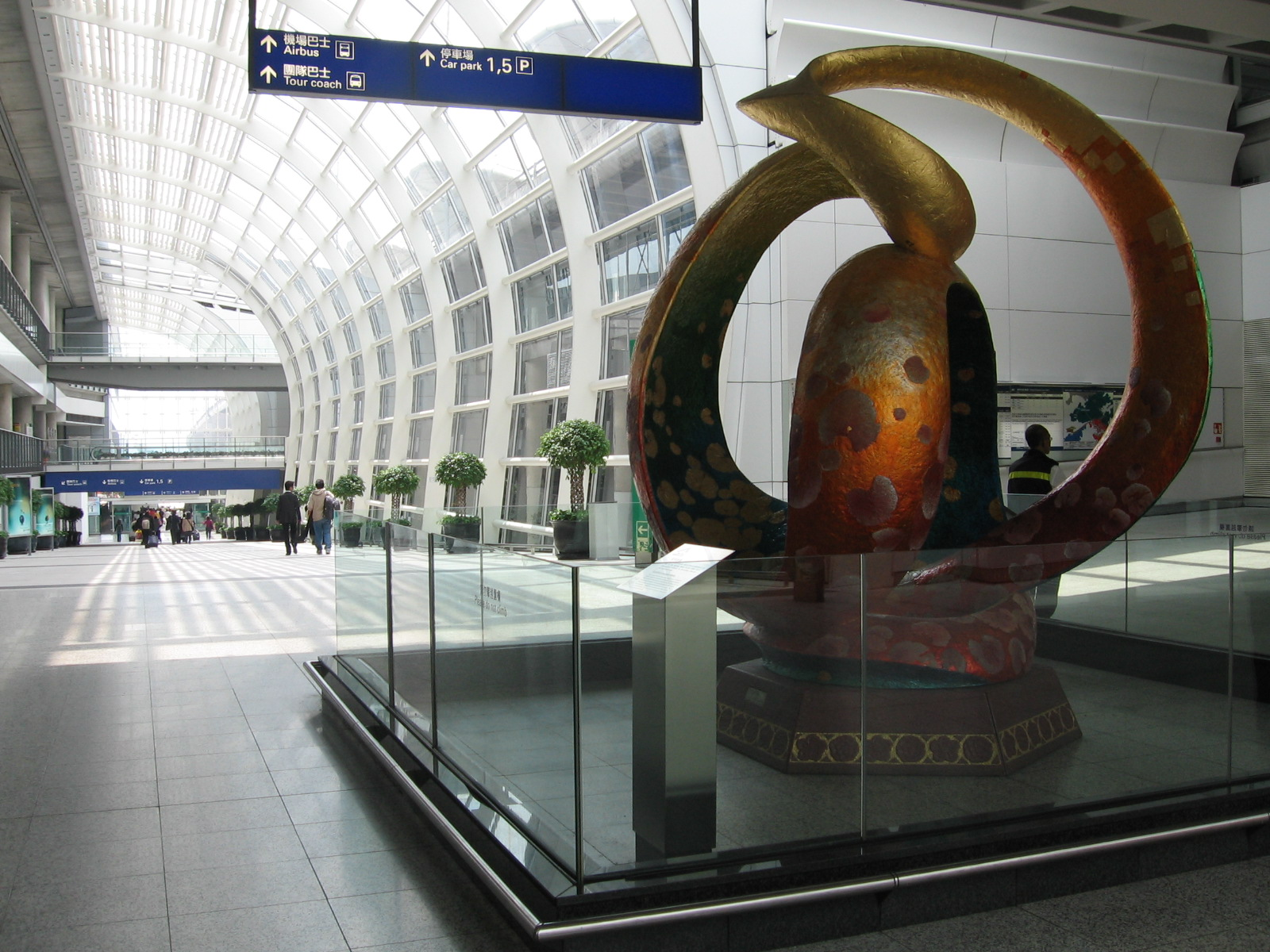
Міжнародний аеропорт Гонконгу — Зал прибуття, Рівень 5

### Залізниця
До аеропорту можна потрапити на Airport Express спеціальною залізничної лінією MTR. Дорога займає 24 хвилини від Центральної станції Гонконгу, через станції Коулун і Цин Ю. Пасажири Airport Express можуть здати свій багаж за день до від'їзду в залежності від авіакомпанії. Реєстрація може бути пройдена на станціях Гонконг та Коулун на Airport Express Line. Якщо дивитися по ходу поїзда, двері в Термінали 1 і 2 відкриваються одночасно ліворуч та праворуч відповідно до прибуттю на станцію Аеропорт.
Пасажири можуть зробити 1-хвилинну поїздку на AsiaWorld-Expo, який розташований у Чек Лап Кок. Ця частина Airport Express відкрита з 20 грудня 2005 року.

### Автобус
Багато автобусних компаній пропонує переїзд в більшість районів міста, серед них Citybus, New Lantao Bus, Long Win Bus і Discovery Bay Bus (DB02R); вони йдуть від Транспортного центру аеропорту Cheong Tat Road.
У місті розташовано багато станцій, звідки можна виїхати на автобусі в аеропорт; автобуси позначені літерами «A», «E», «S» і «N» на номері маршруту. Незалежно від місцезнаходження в Гонконзі автобуси з номерами «A» і «E» Citybus або Long Win Bus' Airbus йдуть в аеропорт, окрім номерів E21A, E21X і E31. Деякі автобуси позначені помаранчевою фарбою — це спеціальні автобуси, які можуть перевозити велику кількість багажу.
Існують автобусні маршрути у великі міста в Гуандуні, такі як Шеньчжень, Дунгуань та Гуанчжоу.

### Пором
Пряма поромна лінія пов'язує аеропорт з різними пунктами призначення в Дельті Перлової річки. Пасажирів, які користуються поромом, розглядають як транзитних пасажирів, і, вважають, що вони приїжджають в Гонконг не з метою імміграції. З цієї причини, доступ до поромного терміналу відбувається перед імміграційним контролем для пасажирів, що прибули до Гонконгу. На цьому пірсі доступна реєстрація. Чотири порти — Шекоу, Шеньчжень, Макао та Хумень (Дунгуань) були початковими портами призначення, а наприкінці 2003 року були відкриті рейси на Гуанчжоу та Жоншан. Рейс на Чжухай відкрився 10 липня 2007 року
Наразі послуги порома доступні лише авіапасажирам.

### Таксі
Аеропорт обслуговується всіма трьома видами таксі, що розрізняються за кольорами:
- Міські таксі (червоні) поєднують аеропорт з островом Гонконг, Коулун і з містами Чхюнь Вань (Цюань Вань), Са Тхинь (Ша Тянь) і Чен Гван Оу. (Міські таксі можуть обслуговувати весь Гонконг, окрім південного острова Лантау).
- Таксі Нових Територій (зелені) поєднують аеропорт з Новими Територіями, крім таких частин, як Чхюнь Вань, Са Тхинь і Чен Гван Оу, які обслуговуються міськими таксі.
- Таксі Лантау (блакитні) поєднують аеропорт з рештою частини острова Лантау.

## Інциденти та авіакатастрофи
- 22 серпня 1999 літак рейсу 642 China Airlines (здійснювався її підрозділом Mandarin Airlines), який прямував з Бангкока, приземлився під час тайфуну Сем в Міжнародному аеропорту Гонконгу, перекинувся і загорівся неподалік від злітно-посадкової смуги. Загинули три людини на борту.
- 31 липня 2000 року чоловік, озброєний пістолетом, був переведений разом з жінкою-заручницею на борт літака Cathay Pacific. Терорист здався після 2,5 годин переговорів. PDF
- 13 серпня 2010 року літак Airbus A330-300 (реєстраційний B-HLL) авіакомпанії Cathay Pacific виконував регулярний рейс 780 з міжнародного аеропорту імені Джуанда (Сурабая) до Гонконгу. Протягом усього польоту екіпаж боровся з проблемами в двигунах лайнера. При заході на посадку в аеропорту призначення пілоти не змогли повною мірою контролювати тягу двигунів, внаслідок чого лайнер здійснив приземлення на надто високій швидкості та отримав значні пошкодження. Розслідуванням встановлено причину інциденту, що полягала в заправці літака неякісним пальним в аеропорту Сурабая[10].